# Дом-музей А. С. Пушкина в Кишинёве
Дом-музей А. С. Пушкина в Кишинёве — литературный музей в бывшем заезжем доме купца И. Н. Наумова по улице Антоновской, 19 (сейчас улица Антон Панн, 19), где А. С. Пушкин проживал с 21 сентября до середины ноября 1820 года. Экспонаты музея освещают жизнь и творчество поэта в то время, когда он бывал на территории современной Молдавии (с 21 сентября 1820 по начало июля 1823 года).

## История
Постановление о создании в Кишинёве дома-музея А. С. Пушкина было принято правительством Молдавской ССР 31 мая 1946 года. Открытие музея состоялось 10 февраля 1948 года. Первым его директором стал Б. А. Трубецкой (1909—1998).
В 1985 году музею были переданы прилегающие к нему здания второй половины XIX века. После проведения реставрационных работ в 1987 году здесь был создан целый музейный комплекс, включающий мемориальный дом Пушкина и сквер, где находится памятник поэту работы М. Аникушина, а также здания литературной экспозиции и так называемой Пушкинской аудитории для размещения фондохранилища и библиотеки. В ходе реставрации были воспроизведены предполагаемый внешний облик и внутреннее убранство бывшего заезжего дома Наумова. В том же году была открыта выставка из фондов музея «Пушкин и его эпоха».
В 1999 году, к 200-летию со дня рождения А. С. Пушкина, впервые в истории музея была открыта полноценная (основанная на подлинных материалах) экспозиция «Твоей молвой наполнен сей предел…», посвящённая трёхлетнему пребыванию А. С. Пушкина в Молдавии. В её основе — «подлинные гравюры, живопись, предметы декоративно-прикладного искусства и быта пушкинского времени. Широко представлены прижизненные издания произведений поэта и воспроизведения его автографов. Музей регулярно организует экспонирование фондовых выставок».

## Филиал
10 октября 1964 года был открыт филиал музея в селе Долна Страшенского района, расположенный в бывшей усадьбе молдавского боярина Замфира Ралли. Экспозиция включает историко-бытовой и литературно-исторический разделы и рассказывает о семействе Ралли, о посещении А. С. Пушкиным села Долна летом 1821 года и о создании поэмы «Цыганы». На территории усадьбы установлен памятник поэту работы скульптора О.Комова (копия этого монумента находится в столице Испании, в Мадриде). Ежегодно в день рождения поэта здесь проводятся республиканские праздники пушкинской поэзии.

## Фильмы
- «Пушкин в Молдавии. Последняя дуэль» Архивная копия от 26 января 2020 на Wayback Machine Документально-художественный фильм о бессарабской ссылке А. С. Пушкина.
- «…И будет мило мне его воспоминанье» Архивная копия от 26 января 2020 на Wayback Machine Фильм рассказывает о создании дома-музея А. С. Пушкина в Кишинёве и знакомит с молдавскими пушкинистами.